# Villanova Mondovì
Villanova Mondovì – miejscowość i gmina we Włoszech, w regionie Piemont, w prowincji Cuneo.
Według danych na rok 2004 gminę zamieszkiwały 5394 osoby, 192,6 os./km².